# Rätikon

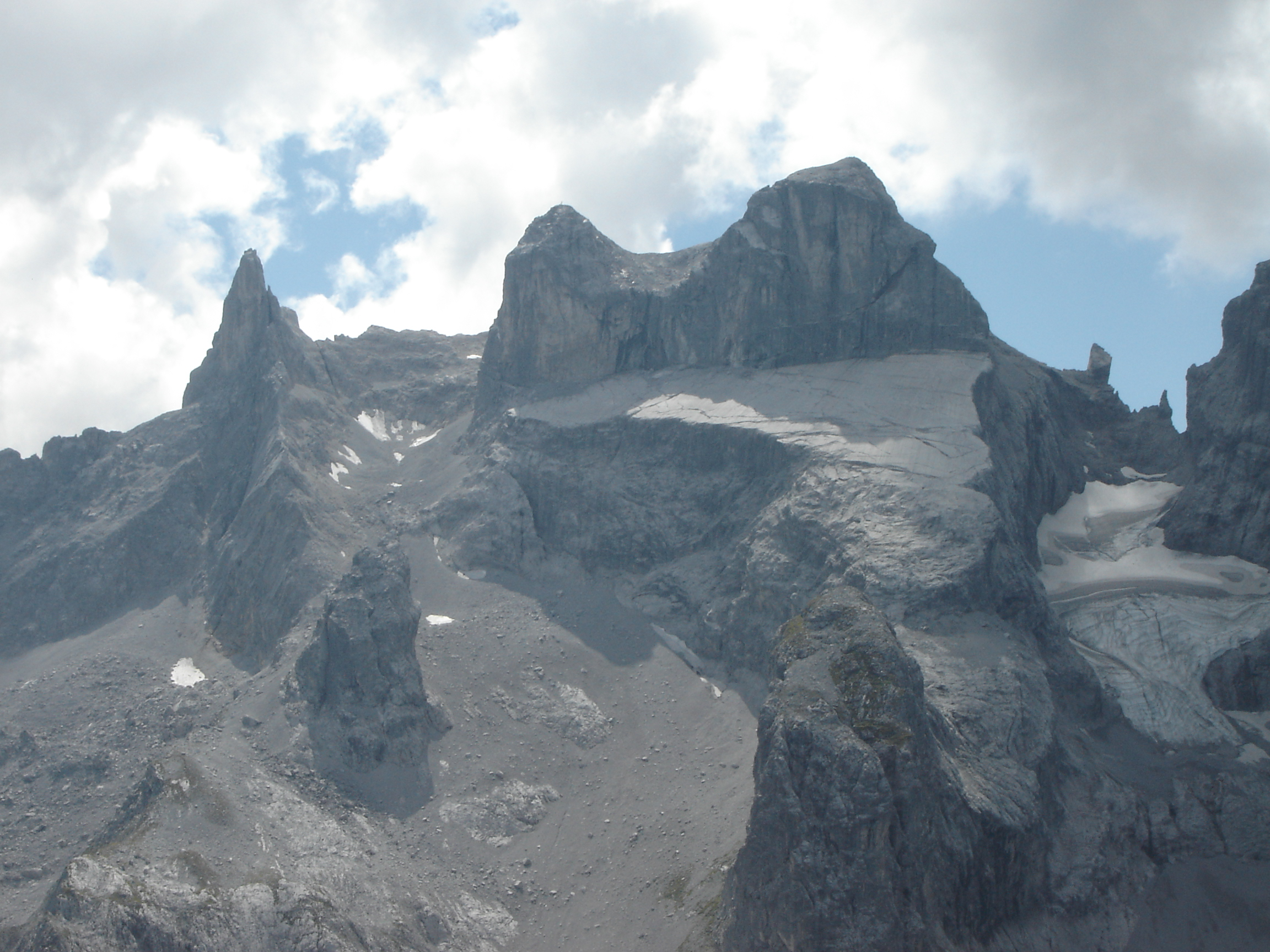
Drei Türme

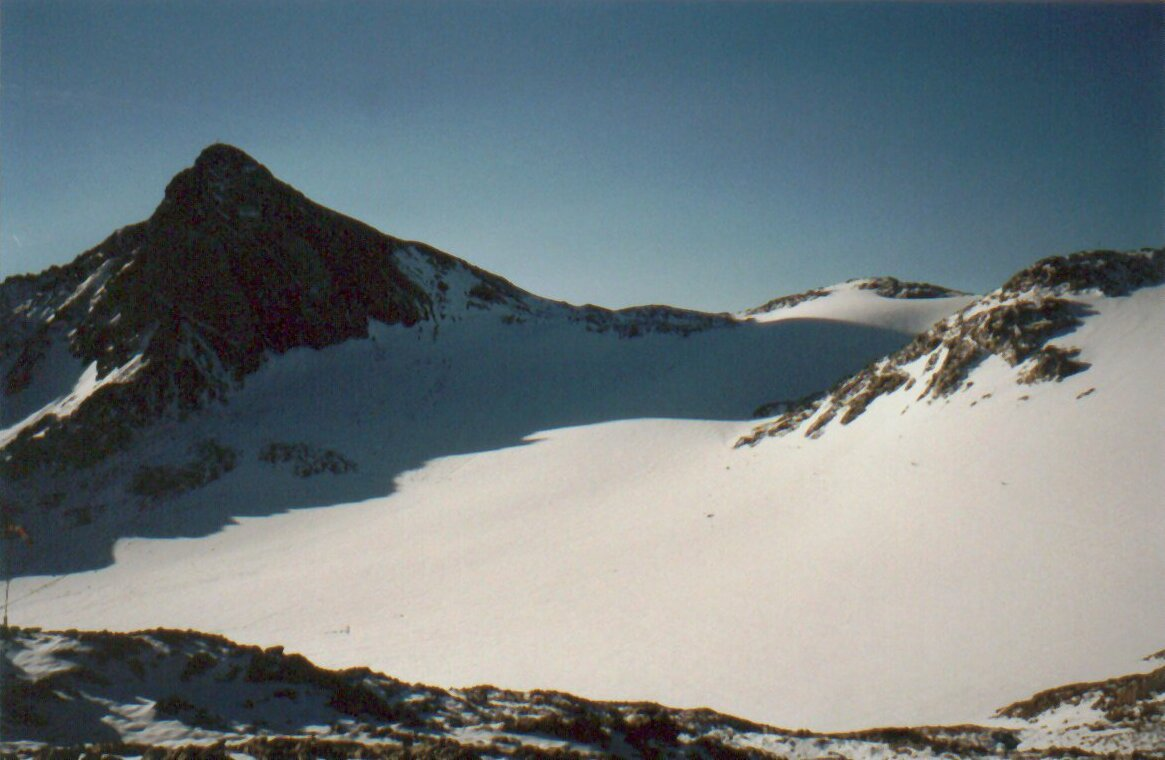
Schesaplana

Rätikon je poměrně malé pohoří (900 km²) ležící na území tří států – Rakouska, Švýcarska a Lichtenštejnska. Geologicky patří pod krystalické Alpy, ale s poměrně vysokým výskytem šedého vápence. Nejvyšším vrcholem je Schesaplana (2 962 m), ověnčená malým ledovcem, nalézající se na rakousko-švýcarské hranici. Vrchol Grauspitz (2 599 m) je nejvyšším bodem Lichtenštejnského knížectví.

## Poloha
Na jihu tvoří hranici pohoří údolí Prättigau, od pohoří Silvretta na východě ho dělí spojnice měst Davos - Klosters a dolina Schlappintal. Západní hranici tvoří tok řeky Rýn. Na severu jej odděluje od Bregenzského lesa údolí řeky Alfenz.

## Geografie
V triasu a juře byly formovány dnešní až 600 metrů vysoké jižní stěny masivů Rätikonu, což oceňují především horolezci. Hlavní hřeben pohoří je dlouhý 40 km a prakticky kopíruje státní hranici Rakouska a Švýcarska. Tento hřeben sestává (od západu k východu) z masivů Kirchlispitzen, Drusenfluh (spolu s Drei Türme), Sulzfluh a Weissplatte. Končí na východě masivem Madrisa. Mezi další významné vrcholy či skupiny se řadí Zimba (2 643 m) známá jako „Voralberský Matterhorn“, a to díky své charakteristické ostré siluetě, pozorovatelné z téměř všech vrcholů spolkové země Vorarlberg. Pohoří se člení na 14 skupin, obsahující převážně jednotlivé vrcholy či menší skupiny.
| - Drei-Schwestern-Kette - Naafkopf-Falknis-Kette - Galina-Gruppe - Fundelkopf-Gruppe - Schesaplana-Gruppe mit Zalimkamm - Girenspitz-Sassauna-Grat - Zimba-Gruppe mit Vandanser-Wand | - Kirchlispitzen-Gruppe - Golmer und Zerneuer Grat - Drusenfluh-Gruppe - Sulzfluh-Gruppe - Schafberg-Gruppe und Kreuz - Gweil-Sarotla-Kamm - Madrisa-Gruppe |  |

### Vrcholy
| - Schesaplana (2 964 m) - Panüelerkopf (2 859 m) - Salaruelkopf (2 841 m) - Felsenkopf (2 833 m) - Großer Turm (2 830 m) - Drusenfluh (2 827 m) - Madrisahorn (2 826 m) - Sulzfluh (2 817 m) - Schafköpfe (2 806 m) - Wildberg (2 788 m) - Mittlerer Turm (2 782 m) - Kleiner Turm (2 754 m) - Zimba (2 643 m) | - Weißplatte (2 630 m) - Scheienfluh (2 627 m) - Grauspitz (2 599 m) - Naafkopf (2 571 m) - Falknis (2 560 m) - Kirchlispitzen (2 552 m) - Saulakopf (2 516 m) - Tilisuna Schwarzhorn (2 460 m) - Galinakopf (2 198 m) - Tschaggunser Mittagspitze (2 168 m) - Golmer Joch (2 124 m) - Drei Schwestern (2 053 m) |  |

### Horské chaty

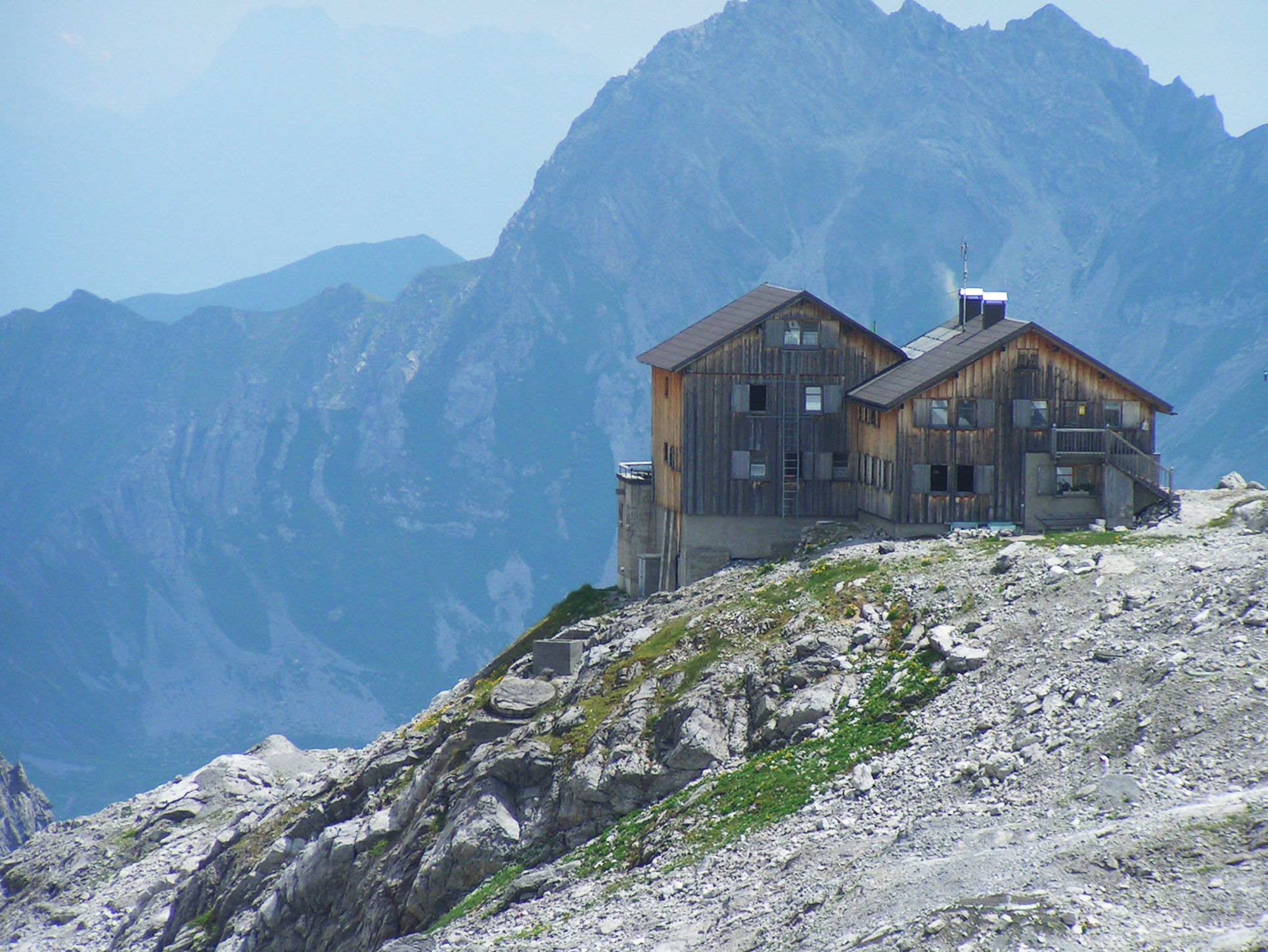
Totalphütte (2 385 m)

V Rätikonu jsou nejčastějšími vlastníky horských chat spolky Alpenverein (rakouské, lichtenštejnské i německé sekce), Švýcarského alpského klubu a Spolku přátel přírody (Naturfreunde).
Rakousko
- Douglass-Hütte poblíž Brand
- Feldkircherhütte poblíž Feldkirch
- Haus Matschwitz poblíž Matschwitz bei Latschau
- Heinrich-Hueter-Hütte poblíž Vandans
- Lindauer Hütte poblíž Tschagguns
- Madrisahütte poblíž Gargellen
- Mannheimer Hütte poblíž Brand
- Oberzalimhütte poblíž Brand
- Sarotla-Hütte poblíž Brand
- Schwabenhaus
- Tilisuna-Hütte poblíž Tschagguns
- Totalphütte poblíž Brand
- Alpengasthof Gamperdona

Lichtenštejnsko
- Gafadura-Hütte poblíž Nendeln
- Pfälzer Hütte poblíž Steg

Švýcarsko
- Enderlinhütte poblíž Maienfeld
- Schesaplanahütte poblíž Seewis im Prättigau
- Carschinahütte poblíž St. Antönien

### Zajištěné cesty
Rätikon je poměrně bohatý na zajištěné cesty typu „via ferrata“. Celkem jich v pohoří nalezneme 18. Nejtěžší ferratou je Sportklettersteig Alpin live Brand Lünersee obtížnosti E. V červenci 2005 byla otevřena první ferrata ve švýcarské části Rätikonu. Sulzfluh Klettersteig vede jižní stěnou vrcholu Sulzfluh a je dosažitelný z chaty Carschinahütte. Nástup je ve výšce 2 320 m a končí na vrcholu Sulzfluh (2 817 m).